# Colofonium

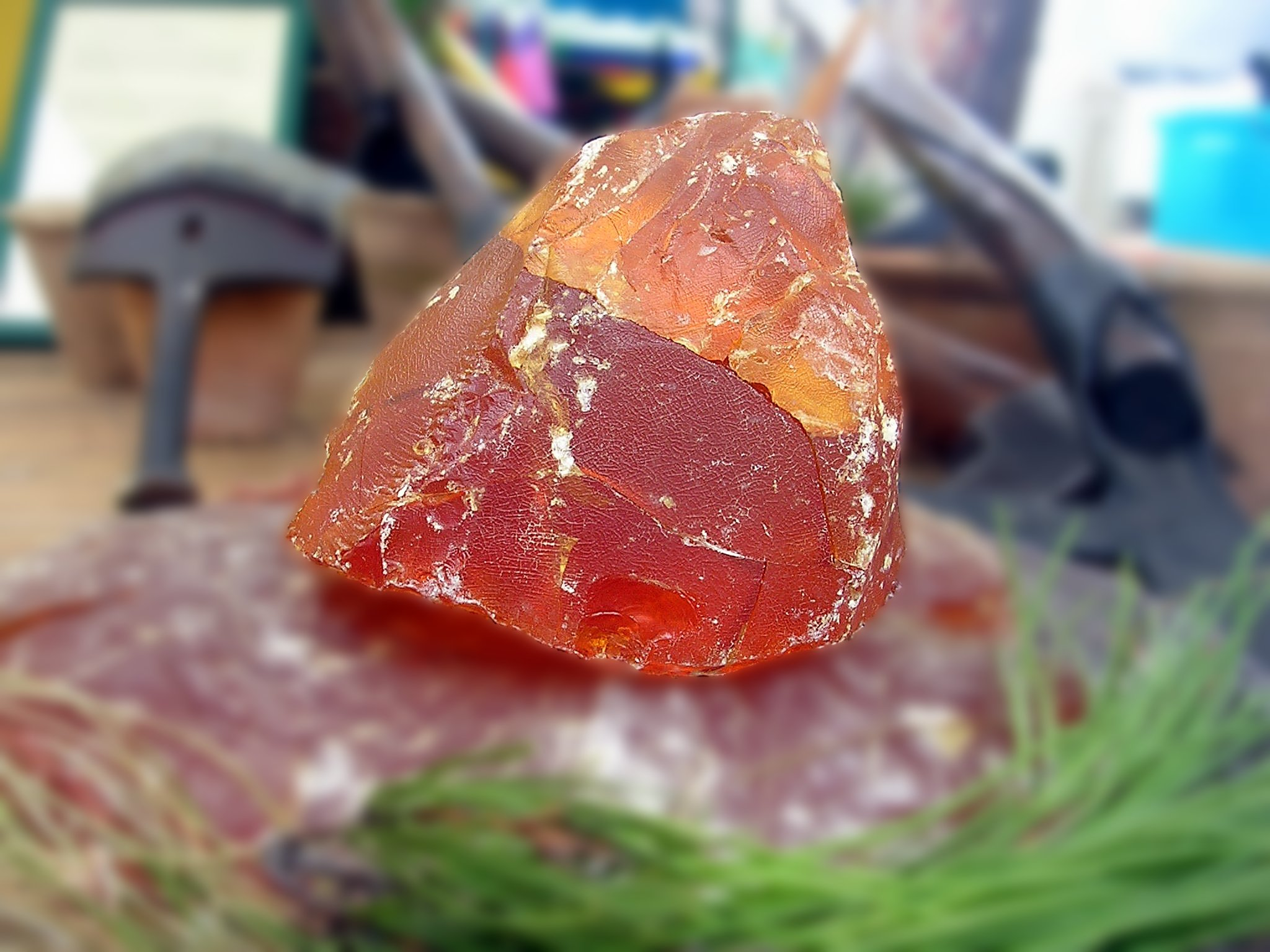
Colofonium.

Colofonium of pijnhars is een plantaardige hars, die wordt gewonnen uit de hars van naaldboomsoorten die behoren tot het geslacht Den (Pinus) en van sommige andere coniferen. Het belangrijkste bestanddeel is abietinezuur. Het materiaal is genoemd naar de Oud-Griekse stad Colophon, waar de hars eveneens werd verzameld.
Door de vloeibare hars van de bomen te verhitten verdampen de vluchtige stoffen, zoals de terpenen en blijft colofonium over. Colofonium is half doorzichtig en kan een gele tot zwarte kleur hebben. Bij kamertemperatuur is het kruimelig, maar het smelt bij hogere temperaturen zoals tijdens het solderen.
Amerikaans colofonium komt van de Pinus palustris (moerasden) en Pinus taeda.
Frans colofonium komt uit de departementen Gironde en Landes van de Pinus pinaster (zeeden).
Noord-Europees colofonium komt van de Pinus sylvestris (grove den).
Colofonium uit het Middellandse Zeegebied komt van de Pinus halepensis (aleppoden).

## Gebruik
Colofonium wordt onder andere gebruikt bij het solderen. Bij bepaalde soorten soldeertin zit het in de kern opgesloten en zorgt daar voor een goede vloeiende verbinding. Tevens zorgt het ervoor dat de geleidende verbindingen beschermd worden tegen oxidatie.
Ook wordt colofonium gebruikt in drukinkten, vernissen, lijmen, (onder andere in de kleeflaag van pleisters), geneesmiddelen, schoensmeer, kauwgom en zeep en voor het harsen van de strijkstokken van muziekinstrumenten. Om deze reden spreekt men wel van vioolhars.
Het zogeheten brouwerspek, waarmee brouwers de binnenkant van hun vaten bekleedden, was eveneens samengesteld op basis van colofonium.
Bij het enten van planten gebruikt men voor het afdichten van de wond en het laten aansluiten van de ent en het hout entwas, bestaande uit colofonium en bijenwas.
In de klimsport wordt colofonium Colophane genoemd en is een gekristalliseerde fijne vorm van de hars van de Californische pijnboom. Het wordt voornamelijk gebruikt bij het boulderen in Fontainebleau waar het gebruik van magnesiumcarbonaat afgeraden wordt.

## Allergeen
Colofonium is een bekend allergeen en bij overgevoeligheid voor 'bruine pleisters' is het colofonium in de kleeflaag vaak de schuldige.